# Tibiagomphus uncatus
Tibiagomphus uncatus – gatunek ważki z rodziny gadziogłówkowatych (Gomphidae).